# Élections législatives japonaises de 1983
Les élections législatives japonaises à la Chambre des représentants se déroulent au Japon le 18 décembre 1983.

## Résultats
|                          |                              |            |       |        |               |
| Partis                   | Partis                       | Voix       | %     | Sièges | +/-           |
|                          | Parti libéral-démocrate      | 25 982 785 | 45,76 | 250    | 34            |
|                          | Parti socialiste japonais    | 11 065 083 | 19,49 | 112    | 5             |
|                          | Kōmeitō                      | 5 745 751  | 10,12 | 58     | 25            |
|                          | Parti communiste japonais    | 5 302 485  | 9,34  | 26     | 3             |
|                          | Parti démocrate socialiste   | 4 129 908  | 7,27  | 38     | 6             |
|                          | Nouveau Club libéral         | 1 341 584  | 2,36  | 8      | 4             |
|                          | Fédération sociale-démocrate | 381 045    | 0,67  | 3      | en stagnation |
|                          | Autres                       | 62 324     | 0,11  | 0      | en stagnation |
|                          | Indépendants                 | 2 768 736  | 4,88  | 16     | 5             |
|                          |                              |            |       |        |               |
| Votes valides            | Votes valides                | 56 779 701 | 99,19 |        |               |
| Votes blancs et nuls     | Votes blancs et nuls         | 461 128    | 0,81  |        |               |
| Total                    | Total                        | 57 240 829 | 100   | 511    | en stagnation |
| Abstention               | Abstention                   | 27 011 779 | 32,06 |        |               |
| Inscrits / participation | Inscrits / participation     | 84 252 608 | 67,94 |        |               |
| Sources,                 |                              |            |       |        |               |